# Africa in Motion
Africa in Motion (AiM) és un festival de cinema africà anual que es duu a terme a Edimburg, Escòcia, a finals d'octubre/principis de novembre. L'objectiu principal del festival és oferir al públic a Escòcia l'oportunitat de veure el millor del cinema de tot el continent africà. L'AiM de 2013 serà la vuitena edició de cinema africà, el principal lloc d'exhibició és el Filmhouse Cinema d'Edimburg. El festival va ser fundat el 2006 per Lizelle Bisschoff, una investigadora sud-africana establida al Regne Unit.

## Programa
El programa de l'AiM inclou tant el cinema africà contemporani com el clàssic. Cobreix nombroses categories de cinema, en particular llargmetratges, curts, documentals, animació, Nollywood, horror i el treball experimental. Moltes de les pel·lícules projectades a l'AiM mai abans han estat mostrades a Escòcia i, per tant, el festival ofereix oportunitats perquè el públic escocès pugui veure pel·lícules africanes. L'AiM de 2008 va recórrer diverses ciutats de tot el Regne Unit, incloent Bristol, Cambridge, Cardiff, Derby, Dundee, Glasgow, Inverness, Manchester, Newcastle, Sheffield i Stirling. Des de 2009 el festival també ha viatjat als llocs rurals de les terres altes d'Escòcia i les illes al novembre següent al festival principal.
AiM allotja una competició de curtmetratges per donar a conèixer el treball de cineastes africans joves i emergents, i el guanyador rep un premi en metàl·lic. Les projeccions de pel·lícules s'acompanyen d'una sèrie d'esdeveniments que inclouen taules rodones, simposis, tallers, actuacions de música africana, exposicions, sessions de narracions i altres.
Entre els directors convidats al festival hi ha hagut Jean-Marie Teno de Camerun, Gaston Kaboré de Burkina Faso, i el sud-africà Richard Stanley.
En 2013, per primera vegada, els quatre majors festivals de cinema africà del Regne Unit, Africa in Motion (AIM) a Edimburg/Glasgow, Afrika Eye a Bristol, el Festival de Cinema Africà de Cambridge i Film Africa de Londres, s'uniren per compartir pel·lícules i realitzadors en una unitat de portar una major varietat del cinema africà contemporani a un públic més ampli del Regne Unit. Els festivals es van unir per recórrer un quartet de nous films d'alta qualificació procedents d'Àfrica.